# 受精能獲得
受精能獲得（じゅせいのうかくとく、英: Capacitation）は、哺乳類の精子の成熟における最終の前の段階であり、卵子と受精する能力を持つために必要な生化学的段階である。精子の運動は既に正常であって、成熟したように見える。生体内では、射精後に精子が膣から女性生殖管上部に進入する際に発生する。子宮は、ステロール結合アルブミン、リポ蛋白質の他、ヘパリンのようなプロテアーゼやグリコシダーゼ酵素を分泌して、卵子の受精をサポートする。
体外受精を目的とする場合、射精されたまたは精巣上体から抽出された精子を、規定の培地中で数時間培養することにより、受精能力を獲得させる。受精能獲得には、単純洗浄、遊走（スイムアップ）、密度勾配、フィルターなど、様々な手法がある。目的は、出来るだけ多くの運動性の精子を確保し、運動性のない精子や死滅した精子を除去することである。in vivoでもin vitroでも、精子は最終的な成熟段階で先体反応に関与する活性化を受けなければならない。
哺乳類以外の精子は、この受精能獲得ステップを必要とせず、雄から放出された直後に卵子と受精する準備が出来ている。

## 参考資料
- “Current research into sperm capacitation: An Essay on Visconti, et al. Development 121: 1129-1150 (1995)” (1996年10月9日). 2008年10月4日時点のオリジナルよりアーカイブ。2024年5月19日閲覧。
- “Capacitation of mouse spermatozoa. I. Correlation between the capacitation state and protein tyrosine phosphorylation”. Development 121 (4):  1129–37. (April 1995). doi:10.1242/dev.121.4.1129. PMID 7743926.
- “Capacitation of mouse spermatozoa. II. Protein tyrosine phosphorylation and capacitation are regulated by a cAMP-dependent pathway”. Development 121 (4):  1139–50. (April 1995). doi:10.1242/dev.121.4.1139. PMID 7538069.